# 폴 슐즈
폴 슐즈(Paul Schulze, 1962년 6월 19일 ~ )는 미국의 배우이다.

## 출연 작품
- 아 유 히어 (2013)
- 너스 재키 시즌5  (2013)
- 너스 재키 시즌4 (2012)
- 너스 재키 시즌3 (2011)
- 너스 재키 시즌2 (2010)
- 너스 재키 시즌1 (2009)
- 람보 4: 라스트 블러드 (2008)
- 크리미널 마인드 3 (2007)
- 저니맨 (2007)
- 조디악 (2007)
- 크레이지러브 (2005)
- NCIS 시즌3 (2005)
- 클로저 (2005)
- 24 시즌3 (2003)
- 론 레인저 (2003)
- 24 시즌2 (2002)
- 패닉 룸 (2002)
- 스피킹 오브 섹스 (2001)
- 미믹 2 (2001)
- 돈 세이 워드 (2001)
- 24 시즌1 (2001)
- 에이리언 퓨리 (2000)
- 드라우닝 모나 (2000)
- 키스 토레도 굿바이 (1999)
- 소프라노스 (1999)
- 그라인드 (1997)
- 포화 속의 용기 - 두 가족 (1997)
- 일타운 (1996)
- 바람둥이 (1995)
- 아마추어 (1994)
- 핸드 건 (1994)
- 법과 질서 (1990)
- 믿을 수 없는 진실 (1989)